# Fond St. Jean
Fond St. Jean ist ein Ort im Süden von Dominica. Die Gemeinde hatte im Jahr 2011 zusammen mit ihren Nachbarsortschaften Fabre und Batchay 286 Einwohner. Fond St. Jean liegt im Parish Saint Patrick.

## Geographische Lage
Fond St. Jean liegt südlich von Bagatelle und östlich von Stowe.